# Peixe-anjo-bicolor
O peixe-anjo-bicolor (Centropyge bicolor), é uma espécie de peixe-anjo do gênero Centropyge. Possui metade do corpo amarelo e azul escuro, com um espinho na bochecha, que é a característica comum dos peixes-anjo (Pomacanthidae). É muito popular em aquários fish only de água salgada e sua manutenção é moderada, pode ser mantido com corais, mas com cuidado. O peixe-anjo-bicolor é também conhecido como peixe-anjo-de-duas-cores e peixe-anjo-colorado.

## Biologia e distribuição

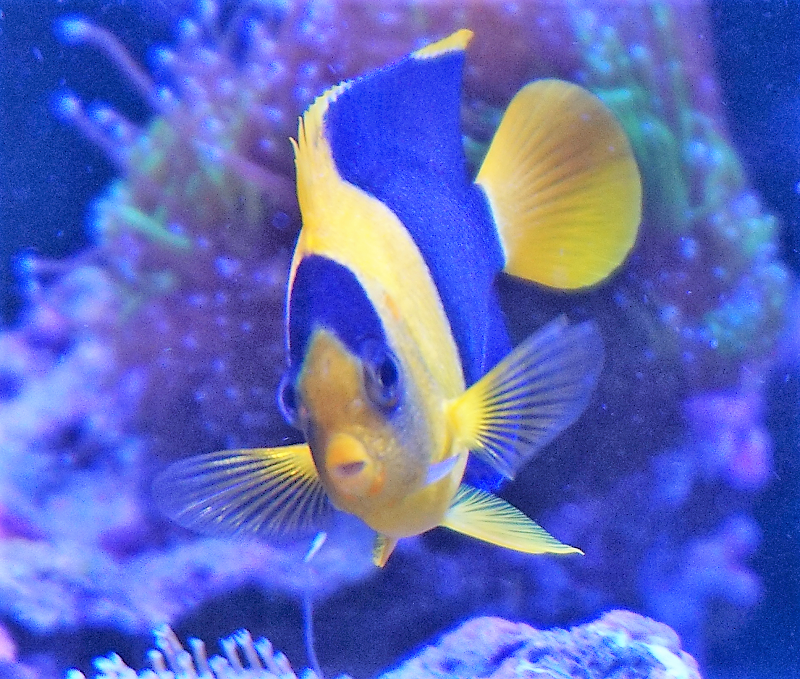
Exemplar em um aquário com corais

Vivem em lagunas e recifes de coral do Indo-Pacífico (Leste da África até Samoa e as Ilhas Fénix, sul do Japão até a Nova Caledônia e em toda a Micronésia, Australásia e Polinésia.), normalmente são encontrados em pares ou em pequenos grupos. Se alimentam de algas, crustáceos e vermes.
Sua reprodução ocorre quando o macho visita o esconderijo da fêmea ao anoitecer para acasalar. Uma fêmea espalhará seus óvulos e um macho liberará esperma que fertilizará o óvulo. As fêmeas só podem desovar no máximo uma vez por dia. Cientistas descobriram que as fêmeas de classificação mais alta desovam com mais frequência do que as de classificação mais baixa. São peixes hermafroditas protogínicos , o que significa que se o macho for removido ou morrer, a fêmea de classificação mais alta sofrerá uma mudança de sexo.

## Em aquário
É uma espécie muito colocada em aquários fish only, mas pode ser mantido em aquários com corais (com cuidado). Sua litragem minima é de 70 litros e é um peixe que ficara próximos à cavernas e corais, sendo recomendado um aquário com vários esconderijos.